# Molochov
En Tchéquie, Molochov est l'appellation populaire du bâtiment fonctionnaliste achevé en 1938 et dont la longue façade clôt le nord du parc de Letná, à Prague ; le sud étant autrefois dominé par un colossal monument à Staline. Il tient son nom de Moloch en raison des dimensions « colossales » de la façade longue de 252 m et haute de 16,5 m. Il est situé rue Milada Horáková.
Il fut construit entre 1936 et 1938, par les architectes Josef Havlíček (auteur de la longue façade qui unifie les immeubles individuels projetés par différents architectes), Ernst Mühlstein, Victor Fürth, František Votava, Leo Lauermann et les frères Otto et Karel Kohn (auteurs de sept des quatorze unités construites). Les frères Kohn ont fui l'avance du nazisme en 1938 et n'ont pu finir leur part du projet alors confiée à Havlíček.
Autrefois résidence luxueuse, les premiers propriétaires faisaient partie de l'élite économique du pays et une part non négligeable a fini en camp de concentration, remplacée par des dignitaires nazis. Avec la prise du pouvoir par les communistes, les habitations deviennent progressivement chasse gardée de la nomenklatura comme le ministre des Affaires étrangères, Bohuslav Chňoupek ou Karel Hoffmann, ministre des transports.
Il est inscrit sur la liste des monuments historiques.